# Lithobius lapadensis
Lithobius lapadensis är en mångfotingart som beskrevs av Karl Wilhelm Verhoeff 1900. Lithobius lapadensis ingår i släktet Lithobius och familjen stenkrypare.
Artens utbredningsområde är:
- Tjeckien.
- Slovakien.
- Kroatien.

Inga underarter finns listade i Catalogue of Life.